# Kvirinal
Kvirinal (latinski Collis Quirinalis, talijanski Quirinale) jedan je od sedam rimskih brežuljaka, smješten sjeveroistočno od gradskog središta. Na Kvirinalu se nalazi Kvirinalska palača, službena rezidencija Predsjednika Italije.
Prema rimskog legendi, Kvirinal su nastanjivali Sabinjani te je tamo trebao živjeti njihov kralj Tit Tacije, nakon postignutog mira s Rimljanima. Sabinjani su podignuli oltare u čast svoga boga Kvirina (lat. Quirinus), po kojem je brežuljak dobio ime.